# Sean Armand
Sean Armand (Brooklyn, Nueva York, 26 de agosto de 1991) es un jugador de baloncesto estadounidense. Con 1,93 metros de estatura, juega en la posición de escolta.

## Trayectoria deportiva

### Universidad
Jugó cuatro temporadas con los Gaels del Iona College, en las que promedió 12,4 puntos, 2,9 rebotes y 2,1 asistencias por partido. En 2013 fue incluido en el segundo mejor quinteto de la Mejor quinteto de la Metro Atlantic Athletic Conference, mientras que al año siguiente lo haría en el primero. En su primera temporada anotó 64 triples, lo que supone un récord de su universidad para un rookie.

### Profesional
Tras no ser elegido en el Draft de la NBA de 2014, en el mes de septiembre firmó su primer contrato profesional con el Skyliners Frankfurt de la Basketball Bundesliga por una temporada con opción a una segunda. Finalmente sólo disputó una temporada, en la que promedió 13,1 puntos y 3,1 rebotes por partido.
En junio de 2015 aceptó la oferta del İstanbul BB de la BSL turca. En su primera temporada en el equipo turco promedió 10,6 puntos y 3,6 rebotes por partido.
El 16 de agosto de 2021, firma por el Baloncesto Fuenlabrada de la Liga Endesa.
El 2 de diciembre de 2021, se desvincula del Baloncesto Fuenlabrada y firma por el Petkim Spor Kulübü de la Basketbol Süper Ligi.
El 14 de marzo de 2024 es unió al KK Šiauliai, habiendo jugado previamente en la temporada con equipos de Eslovenia y China.